# Philadelphia Housing Authority
Die Philadelphia Housing Authority (PHA) ist eine Siedlungsgesellschaft in Philadelphia, Pennsylvania. Mit Wohnungen für 80.000 Personen ist sie heute der größte Grundbesitzer in Pennsylvania und die viertgrößte Wohnungsgesellschaft in den Vereinigten Staaten.

## Finanzierung
Die Philadelphia Housing Authority hat ein jährliches Budget von 371 Millionen US-Dollar. Der Großteil dieses Budgets stammt aus dem Bauministerium der Vereinigten Staaten sowie dem American Recovery and Reinvestment Act. Weitere Gelder stammen aus den Mieteinnahmen sowie weiteren staatlichen Zuschüssen.

## Besonderheiten
- Der von der PHA finanzierte Dokumentarfilm A Place to Live wurde 1941 für den Oscar als Bester Dokumentar-Kurzfilm nominiert.
- Das älteste Gebäude ist Hill Creek im Nordosten Philadelphias, das 1938 von der Regierung als Mietshaus errichtet wurde. Das erste eigens geplante Objekt, Johnson Homes in Nordphiladelphia, wurde im Oktober 1940 errichtet.[3]